# Roland Schwarz (regatista)
Roland Schwarz (Berlín, 8 de abril de 1937) es un deportista de la RDA que compitió en vela en la clase Soling. Ganó cuatro medallas en el Campeonato Europeo de Soling entre los años 1972 y 1975.

## Palmarés internacional
| Campeonato Europeo | Campeonato Europeo       | Campeonato Europeo | Campeonato Europeo |
| Año                | Lugar                    | Medalla            | Clase              |
| ------------------ | ------------------------ | ------------------ | ------------------ |
| 1972               | Copenhague (Dinamarca)   | Medalla de oro     | Soling             |
| 1973               | Medemblik (Países Bajos) | Medalla de bronce  | Soling             |
| 1974               | Clyde (Reino Unido)      | Medalla de bronce  | Soling             |
| 1975               | Alassio (Italia)         | Medalla de plata   | Soling             |